# 현대 영어
현대 영어 또는 근대 영어(Modern English), 뉴 잉글리시(New English, NE) 또는 오늘날의 영어(present-day English, PDE)는 중세 영어와 고대 영어의 반의어로, 2000년대 후반에 시작된 잉글랜드의 대모음 추이 이후 사용되어 온 영어의 형태이다. 14세기 말에 시작되어 17세기에 완성되었다.
어휘에는 약간의 차이가 있지만, 윌리엄 셰익스피어나 킹 제임스 성경 등 17세기 초반의 텍스트는 현대 영어 텍스트로 간주된다. 더 구체적으로 말하면 초기 현대 언어로 작성된 텍스트이며 엘리자베스 시대 영어로 작성된 텍스트라고도 한다. 식민지화를 통해 영국은 영미, 인도 아대륙, 아프리카, 호주, 뉴질랜드 등 세계 여러 지역에서 영어를 채택했다.
현대 영어에는 전 세계 여러 나라에서 사용되는 많은 방언이 있으며, 때로는 집합적으로 영어권 세계라고도 한다. 이러한 방언에는 미국식, 오스트레일리아식, 영국식(앵글로식 영어, 스코틀랜드 영어, 웨일스 영어 포함), 캐나다식, 뉴질랜드식, 카리브해식, 히베르노식 영어(울스터 영어 포함), 인도식, 스리랑카식, 파키스탄식, 나이지리아식, 필리핀식, 싱가포르식, 남아프리카식이 포함된다(단, 이에 국한되지 않음).
에스놀로그에 따르면, 영어를 제1언어 또는 제2언어로 사용하는 사람이 거의 10억 명에 달한다. 영어는 많은 국가에서 제1언어 또는 제2언어로 사용되며, 대부분의 원어민은 미국, 영국, 호주, 캐나다, 뉴질랜드 및 아일랜드에 있다. "다른 언어보다 모국어 사용자가 더 많고, 전 세계에 더 널리 분산되어 있으며 다른 어떤 언어보다 더 많은 목적으로 사용된다." 많은 수의 사용자와 전 세계적인 존재로 인해 영어는 "항공, 해상 및 해운, 컴퓨터 기술, 과학 및 실제로 (글로벌) 커뮤니케이션 전반의" 공통 언어(링구아 프랑카)가 되었다.

## 같이 보기
- 영어의 역사